# Robert Sherard

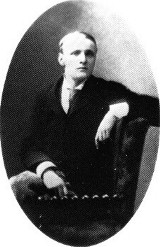
Robert Sherard

Robert Harborough Sherard (3 de diciembre de 1861 – 30 de enero de 1943) fue un escritor y periodista inglés. Amigo de Oscar Wilde, fue su primer y más prolífico biógrafo durante la primera mitad del siglo XX.

## Vida
Robert Harborough Sherard Kennedy nació el 3 de diciembre de 1861 en Putney, Inglaterra, hijo del Reverendo Bennet Sherard Calcraft Kennedy (hijo ilegítimo del sexto Conde de Harborough y la actriz Emma Love) y Jane Stanley Wordsworth, nieta de William Wordsworth. Dejó de utilizar el apellido Kennedy al trasladarse a París a finales de 1882.
Se casó sucesivamente con Marthe Lipska en 1887, Irene Osgood en 1908, y Alice Muriel Fiddian en 1928.

## Obras

### Biografías
- Emile Zola: A Biographical and Critical Study. London: Chatto & Windus, 1893.
- Alphonse Daudet: a biographical and critical study (1894)
- The Life of Oscar Wilde. London: T. Werner Laurie, 1906.
- The Real Oscar Wilde: To be used as a Supplement to, and in Illustration of "The Life of Oscar Wilde". London: T. Werner Laurie, 1917.
- The Life and Evil Fate of Guy de Maupassant (1926)
- Oscar Wilde Twice Defended from André Gide's Wicked Lies and Frank Harris's Cruel Libels; to Which Is Added a Reply to George Bernard Shaw, a Refutation of Dr G.J. Renier's Statements, a Letter to the Author from Lord Alfred Douglas and an Interview with Bernard Shaw by Hugh Kingsmill. Chicago: Argus Book Shop, 1934.
- Bernard Shaw, Frank Harris and Oscar Wilde. New York: Greystone Press, 1937.

### Novelas
- A Bartered Honour (1883)
- After the Fault (1906)

### Poesía
Whispers (1884)

### No Ficción
- The White Slaves of England (l897)
- The Cry of the Poor (1901)
- The Closed Door (1902)
- The Child Slaves of Britain (1905)
- Modern Paris: Some Sidelights on Its Inner Life. London: T. Werner Laurie, 1912.

### Autobiografía
- Oscar Wilde: The Story of an Unhappy Friendship. London: privately printed, 1902. London: Greening & Co., 1905.
- Twenty Years in Paris: Being Some Recollections of a Literary Life. London: Hutchinson & Co., 1905.

### Documentos
- University of Reading (Reading, UK) (Papers purchased 1 Feb. 1964 from Rupert Hart-Davis).